# Zeit (Bianca Shomburg)
Zeit è un singolo della cantante tedesca Bianca Shomburg del 1997.

## Storia
Zeit venne originariamente composta da Ralph Siegel per Esther Ofarim, e fu il brano che rappresentò la Germania durante la quarantaduesima edizione dell'Eurovision, evento durante il quale si piazzò in diciottesima posizione. Esiste anche una versione cantata in inglese di Zeit (Time) contenuta nell'unico album di Shomburg It's My Time (1997). Zeit raggiunse la novantesima posizione delle classifiche tedesche.

## Tracce
1. Zeit – 2:59
2. Time – 2:59
3. Zeit (Karaoke Version) – 2:59